# Jonathan Gold
Jonathan Gold, född 28 juli 1960 i Los Angeles, död 21 juli 2018 i samma stad, var en amerikansk matskribent.
Den unge Gold spelade cello och avlade 1982 examen i musikhistoria vid University of California. Under studietiden började han sin journalistbana som musikjournallst och övergick till att recensera matställen 1986. Under hela sitt yrkesverksamma liv var han knuten till hemstaden Los Angeles, där han mestadels skrev för tidningarna Los Angeles Times och LA Weekly. Han gjorde sig bemärkt som en mångsidig restaurangrecensent som hyllade stadens mångkulturella matarv med dess oglamorösa, familjeägda krogar. Han menade att han ville få människor att bli mindre rädda för sina grannar och att våga uppleva hela staden. Hans arbete skildrades i dokumentärfilmen City of Gold.
År 2007 tilldelades han, som första matskribent någonsin, Pulitzerpriset i kategorin kritik.